# Mugge
Als Mugge (auch Mucke) wird im Jargon deutschsprachiger Musiker das Engagement für einzelne Auftritte bezeichnet. Dazu gehören auch solche zur Umrahmung öffentlicher oder privater Feierlichkeiten. Daneben werden Einzelauftritte von Musikern in Konzerten von Ensembles oder Orchestern, die außerhalb ihrer übrigen, längerfristigen Verpflichtungen stattfinden, oft abgekürzt Mugge genannt, was musikalisches Gelegenheitsgeschäft bedeutet.
Musikalische Beiträge anlässlich von Trauer- und Beisetzungsfeierlichkeiten werden gerne als „Gruftmugge“ bezeichnet.
Der Begriff „Mugge“ ist insbesondere in der klassischen Musik verbreitet. Dagegen wird in den Bereichen Jazz, Rock- und Popmusik vermehrt der aus dem Englischen entlehnte und international verbreitete Begriff „Gig“ verwendet.
In der Jugendsprache wird das Wort „Mugge“ bzw. „Mucke“ auch ganz allgemein als Synonym für „Musik“ gebraucht („geile Mucke“).

## Wortherkunft und Schreibweise
Der Duden gibt Mucke als korrekte Schreibweise an und leitet das Wort von englisch muck („Dreck“, „Drecksarbeit“) her.
Dem steht die Herleitung als Pfropfwort (Kurzwort, das mit einem bereits existierenden Wort anderer Bedeutung identisch ist) entgegen: Demnach sei Mugge eine Verkürzung von „musikalisches Gelegenheitsgeschäft“ oder „Musik gegen Geld“ auf die dialektale Form Mugge für das Wort Mücke.
Das Lexikon der populären Musik führt die Schreibweisen Mugge und Mucke gleichberechtigt. „Mucken“ habe demnach bereits im 18. Jahrhundert im Jargon der Bettelmusikanten so viel wie „betteln“ bedeutet, der Zusammenhang mit dem „musikalischen Gelegenheitsgeschäft“ sei bereits für die Zeit kurz nach 1900 nachweisbar.
In weiten Teilen Österreichs nennt man derartige musikalische Engagements „Gschäftln“ (redensartlich „ein Gschäftl spielen“ statt „eine Mugge spielen“).